# Solen obliquus
Solen obliquus är en musselart som beskrevs av Sprengler 1794. Solen obliquus ingår i släktet Solen och familjen Solenidae. Inga underarter finns listade i Catalogue of Life.